# Irineu Roman

Wappen von Irineu Roman als Erzbischof von Santarém

Irineu Roman CSJ (* 10. August 1958 in Vista Alegre do Prata, Rio Grande do Sul, Brasilien) ist ein brasilianischer Ordensgeistlicher und römisch-katholischer Erzbischof von Santarém.

## Leben
Irineu Roman trat in die Ordensgemeinschaft der Josephiner vom hl. Leonardo Murialdo ein und legte am 2. Januar 1988 die Ewige Profess ab. Am 1. Januar 1990 empfing er das Sakrament der Priesterweihe durch den Bischof von  Caxias do Sul, Nei Paulo Moretto.
Irineu Roman war zunächst in der Ausbildung des Ordensnachwuchses beschäftigt und war von 1995 bis 1998 als Seelsorger im Erzbistum Brasilia tätig. Seit 1999 war er Pfarrer der St. Hedwig-Pfarrei in Belém und zuletzt Bischofsvikar für die Region São João Batista des Erzbistums Belém do Pará.
Am 8. Januar 2014 ernannte ihn Papst Franziskus zum Titularbischof von Sertei und zum Weihbischof in Belém do Pará. Die Bischofsweihe spendete ihm der Erzbischof von Belém do Pará, Alberto Taveira Corrêa, am 19. März desselben Jahres. Mitkonsekratoren waren der Bischof von Caxias do Sul, Alessandro Carmelo Ruffinoni CS, und der Apostolische Vikar von San Miguel de Sucumbíos, Celmo Lazzari CSJ. Papst Franziskus ernannte ihn am 6. November 2019 zum ersten Erzbischof von Santarém. Die Amtseinführung erfolgte am 2. Februar 2020.